# Ogaden Anbassa
El Ogaden Anbassa es un equipo de fútbol de Etiopía que juega en la Liga Nacional de Etiopía, la segunda liga de fútbol más importante del país.

## Historia
Fue fundado en la ciudad de Harar y han sido en único equipo de la ciudad en ganar el título de la Liga etíope de fútbol, el cual ganó en 1978, aunque no juegan en la máxima categoría desde antes de la independencia de Eritrea en 1998. 
A nivel internacional han participado en un torneo continental, en la Copa Africana de Clubes Campeones 1979, en la cual abandonaron el torneo en la segunda ronda cuando iban a enfrentarse al Zamalek SC de Egipto.

## Palmarés
- Liga etíope de fútbol: 1

1978

## Participación en competiciones de la CAF
| Temporada | Torneo                            | Ronda | Club         | Casa  | Visita | Global |
| --------- | --------------------------------- | ----- | ------------ | ----- | ------ | ------ |
| 1979      | Copa Africana de Clubes Campeones | 1     | Bata Bullets | w.o.1 | w.o.1  | w.o.1  |
| 1979      | Copa Africana de Clubes Campeones | 2     | Zamalek SC   | w.o.2 | w.o.2  | w.o.2  |

1- Bata Bullets abandonó el torneo.

2- Ogaden Anbassa abandonó en torneo.